# Gertrude Belle Elion
Gertrude Belle Elion (Nova York, 23 de gener de 1918 - Chapel Hill, Carolina del Nord, 21 de febrer de 1999) fou una farmacòloga, bioquímica i professora universitària nord-americana guardonada amb el Premi Nobel de Medicina o Fisiologia l'any 1988 que va compartir amb George H. Hitchings i Sir James W. Black. Treballant sola, així com amb Hitchings i Black, Elion va desenvolupar una multitud de nous fàrmacs, l'ús de mètodes d'investigació innovadors que després ocasionarien al desenvolupament del fàrmac AZT contra la SIDA.

## Biografia
Gertrude va néixer el 23 de gener de 1918 a la ciutat de Nova York, filla d'immigrants jueus de Lituania, Berta Cohen i Robert Elion, dentista. A 6 anys neix el seu germà Herbert qui, posteriorment, dirigiria una societat de bioenginyeria. Amb el crac del 29 la família s'arruïna el que complica els seus estudis. Quan tenia 15 anys, el seu avi va morir de càncer, infonent en ella un desig de fer tot el possible per intentar curar la malaltia. Es va graduar al Hunter College el 1937 amb una llicenciatura en Química i el 1941 a una de Medicina la Universitat de Nova York (M. Sc) mentre treballava com a professora de secundària durant el dia.
Impossibilitada d'obtenir un lloc d'investigadora a causa de la seva condició de dona va treballar com a supervisora de productes de supermercat, i per un laboratori d'aliments a Nova York, posant a prova l'acidesa de les salmorres i el color del rovell d'ou d'entrar a la maionesa. L'any 1944 aconsegueix un treball als laboratoris Johnson & Johnson a New Jersey però malauradament tanquen sis mesos després de la seva incorporació. Més tard es va convertir en assistent de George H. Hitchings a la companyia farmacèutica Burroughs-Wellcome (des de 1995 GlaxoSmithKline) d'on ja no marxaria, ja que va encadenar la investigació en camps tan variats com la química orgànica, la bioquímica, la farmacologia, la immunologia i la virologia. En aquesta empresa Gertrude comparteix laboratori amb Elvira Falco i Peter Russel. Posteriorment aconseguí ser professora a la Universitat Duke.
Va començar a anar a l'escola a la nit a la School Tandon d'Enginyeria (continuació Brooklyn Polytechnic Institute) de la Nova York University, però després de diversos anys se li va informar que no podria assolir el doctorat mentre no renunciés al seu treball i anés a l'escola a temps complet. Elion va prendre la que llavors va ser una decisió crítica en la seva vida i va renunciar a la recerca d'un doctorat per quedar-se amb el seu treball. Mai va obtenir un doctorat formal, però més tard, el 1989, va ser guardonada amb un doctorat honorari de l'Escola d'Enginyeria Tandom (llavors Universitat Politècnica de Nova York) de la Nova York University i al 1998 el grau SD honorari de la Universitat Harvard.
L'any 1956 la seva mare Bertha moriria també de càncer i el 1967, en abandonar Hitchings les seves activitats d'investigació, Gertrude passa a ser cap del Departament de Teràpia Experimental orientant la seva investigació cap els tractaments antivírics. De 1971 a 1983 va treballar a la Universitat de Duke com a Professora Adjunta de Farmacologia i Medicina Experimental i des de 1983 a 1999 com a Professora d'Investigació. Elion mai es va casar i no va tenir fills, les seves aficions eren la fotografia, viatjar i escoltar música.
Es va jubilar oficialment el 1983, convertint-se en consultora de Burroughs Wellcome. Morí el 21 de febrer de 1999 a la ciutat de Chapel Hill, població situada a l'estat nord-americà de Carolina del Nord.

## Recerca científica
Treballant en solitari o simultàniament amb Hitchings va desenvolupar gran quantitat de nous fàrmacs, valent-se de nous i innovadors mètodes d'investigació que posteriorment conduirien al desenvolupament del fàrmac zidovudina (AZT) per al tractament de la sida. Elion i Hitchings van utilitzar les diferències bioquímiques entre cèl·lules humanes normals i patògenes, agents causants de malalties, per a dissenyar fàrmacs que poguessin eliminar o inhibir la reproducció de patògens particulars sense danyar les cèl·lules hostes.
Al llarg de la seva carrera científica Elion aconseguí crear diversos fàrmacs: el 1950 va sintetitzar la 6-mercaptopurina (Purinethol), el primer tractament contra la leucèmia i la tioguanina, molt similar a la 6-mercaptopurina, utilitzat a la leucèmia en adults; també derivat de l primera va desenvolupar l'azatioprina (Imuran), el primer agent immunosupressor usat en els trasplantament d'òrgans; l'al·lopurinol (Zyloprim), contra la gota i que posteriorment es descobriria que també serveix com a tractament per a la leishmaniosi i per a la malaltia de Chagas; la pirimetamina (Daraprim), contra la malària; el trimetoprim (Septra), contra la meningitis, la septicèmia, i infeccions bacterianes de l'aparell urinari i respiratori; i l'aciclovir (Zovirax), contra l'herpes i posteriorment es descobriria que també és actiu contra el virus d'Epstein Barr.
A mitjans de la dècada dels 60 del segle passat va esdevenir absolutament independent de Hitchings, tot i que continuava sent el seu director de departament. El 1968 li és concedida la medalla Garvan-Olin, l'única recompensa que la Societat Química Americana podia concedir a les dones.
L'any 1988 li fou concedit el Premi Nobel de Medicina o Fisiologia pel descobriment d'importants principis en el tractament amb fàrmacs, premi compartit amb George H. Hitchings i James Whyte Black.